# Гернет, Густав
Густав Гернет (нем. Gustav Gerneth; 15 октября 1905, Щецин — 21 октября 2019, Хафельберг) — немецкий неверифицированный долгожитель. Если его дата рождения верна, то он являлся старейшим жителем Германии после смерти в 2016 году Герты Эзер, и старейшим мужчиной Германии в истории с 2017 года, а также старейшим живым мужчиной с 20 января 2019 года после смерти японского долгожителя Масадзо Нонаки.

## Биография
Гернет родился в Щецине 15 октября 1905 года. Он имел образование машиниста и стал моряком в 1924 году. В конце 1929 года он познакомился с девушкой по имени Шарлотта и вскоре женился на ней. У пары было трое детей. В 1965 году Гернет вышел на пенсию, а в 1988 овдовел. Он пережил всех своих детей.
До 107 лет он сам о себе заботился, однако позже его родственники стали за ним ухаживать. Последние 40 лет жил в Хафельберге.
После смерти 113-летнего Масадзо Нонаки, Густав Гернет мог претендовать на звание старейшего живого мужчины в мире.
Густав Гернет умер 21 октября 2019 года, в возрасте 114 лет 6 дней.

## Рекорды долголетия
- 15 октября 2018 года отметил 113-летие[7][8].
- 15 октября 2019 года отметил 114-летие.